# 星期一症候群
星期一症候群，現被用來表示一种时间性的精神疾病，一般從星期一開始發作。發作時通常會沒精神，沒力。
常見發生在學生，上班族等。
但該詞最早出現在1860年代工業革命時期。

## 歷史
1860年代，阿佛烈·諾貝爾成立了炸藥工廠，卻發現員工每到星期一復工，就常常會出現噁心、嘔吐、頭暈目眩，甚至是昏倒的症狀。然後進入周二周三，症狀則逐漸減輕減少，但是到了下周一，又再次發生了嚴重的症狀。因為無法查明原因，遂稱其為「星期一疾病」。後來許多醫學家不斷嘗試、實驗，終於找到其原理。原因乃是因為員工吸入工廠內的硝化甘油，導致血管內產生一氧化氮，造成血管的擴張，造成不適。而進入周二周三，身體便會自動調節身體，故耐受性增加，症狀減輕。然而週休二日期間，身體未接觸硝化甘油，耐受性下降，因此在星期一時，症狀會再次出現。這項發現對日後醫療影響重大，也使得之後開藥都會運用用藥間隔，避免耐受性的發生。

## 症状
- 每个星期一从醒来那一刻，便觉得心里有一种难以摆脱的压抑，觉得很郁闷。
- 星期一总是会出错，与客户有冲突、忘记带东西等，很难进入工作状态。
- 星期一有一种身心俱疲的感觉，反应会慢半拍，时常袭来一阵难以摆脱的疲惫感，总是忍不住打呵欠。
- 星期一的思绪特别混乱，工作效率特别低[3]。